# 三上卓矢
三上 卓矢（みかみ たくや、1974年9月28日 - ）は日本の農水官僚。

## 来歴
青森県出身。青森県立弘前高等学校、京都大学法学部卒業。京大法学部在学中に国家公務員一種試験（法律）を合格。1997年 農林水産省入省（構造改善局総務課）。
2002年8月からの2年間はハイデルベルク大学法学部へ留学。
2020年8月 農林水産省経営局協同組織課長。2022年6月28日 内閣官房内閣参事官（内閣官房副長官補付）兼内閣官房沖縄連絡室員。2024年7月5日 農林水産省農産局総務課長。

### 略歴
- 1997年4月 - 農林水産省入省（構造改善局総務課）[3]。
- 1999年6月 - 農林水産省大臣官房秘書課。
- 2001年4月 - 林野庁国有林野部管理課総括係長。
- 2002年8月 - ハイデルベルク大学法学部へ留学[3]。
- 2004年7月 - 農林水産省経営局保険課。
- 2012年 - 外務省在ドイツ日本大使館書記官。
- 2014年7月 - 農林水産省大臣官房秘書課監査官。
- 2017年9月 - 農林水産省生産局畜産部飼料課流通飼料対策室長。
- 2019年1月 - 農林水産省生産局畜産部飼料課流通飼料対策室長 兼 生産局畜産部畜産振興課付。
- 2019年5月 - 農林水産省大臣官房政策課調査官 兼 生産局畜産部畜産振興課付。
- 2020年8月 - 農林水産省経営局協同組織課長。
- 2022年6月28日 - 内閣官房内閣参事官（内閣官房副長官補付） 兼 内閣官房沖縄連絡室員。
- 2024年7月5日 - 農林水産省農産局総務課長。